# 박동선 (1935년)
박동선(朴東宣, Tom Park, 1935년 3월 16일~2024년 9월 19일)은 재미(在美) 한국인 사업가 출신 대한민국의 정치인이다. 1976년 미국 의회 로비 사건인 코리아게이트의 장본인이다.

## 생애

### 생애 초기와 청년 시절
일제 강점기 조선국 평안남도 순천에서 출생하였으며 지난날 한때 평안남도 평양에서 잠시 유아기를 보낸 적이 있는 그는 아직 조선이 광복되기 전이었던 1939년 직계 일가족과 함께 평안남도 순천을 떠나 경기도 김포를 거쳐 1940년 경성부에 이주하였다. 1945년 8·15 조선 광복, 1948년 대한민국 정부 수립, 1950년 6·25 한국 동란, 1953년 7·27 종전 협정을 목도하였다. 이후 미국 유학을 하여 1955년 미국 조지타운 대학교 행정학과에 입학해 1959년 8월 학사 학위를 취득하였다. 1960년에는 워싱턴에서 한선기업을 창업하여 사장에 취임했다. 1965년에 미국 영주권을 취득하고 1975년에 뉴욕의 한남체인을 인수 합병하여 한남체인그룹 회장으로 취임한다.

### 코리아게이트사건
1970년을 전후한 시기부터 미국 상원의원들과 하원의원들에게 금품을 제공하였는데, 1976년 미국 워싱턴 포스트지가 이러한 의회 로비 활동을 폭로하며 그는 코리아게이트의 장본인으로 몰리게 된다. 이 일로 대한민국과 미국 간에 새로운 갈등이 유발 및 고조되었다. 양국 간의 막후절충 작전을 시행하는 등 매우 격한 우여곡절 끝에 1978년 9월 19일 김동조 당시 외무부 장관이 미국 하원 윤리위원회 측의 서면 질문 관련 답변서를 송부, 같은 해 10월 16일 미국 하원 윤리위원회가 조사 보고서를 발표하며 사건 관련 사태는 간신히 일단락되었다.
이후 전두환 정권 초기였던 1983년에는 대한민국과의 사실상 관계 개선 구걸을 재개하고자 민주정의당 고문 겸 당무위원 직위에 잠시 위임되어 대한민국 보수주의 여당 임시 당원 활동을 잠시 하였다.

### 말년
2006년 1월, 뇌물수수 등 불법 로비 혐의로 미 FBI에 또다시 체포됐다. 그는 이라크 사담 후세인 시절 유엔을 상대로 '석유-식량' 프로그램 추진 과정에서 250만 달러의 로비 자금을 이라크로부터 받았고, 이 로비 자금의 일부가 한 유엔 관리를 상대로 쓰였다는 혐의를 받았다. 이에 박씨는 멕시코에서 미 연방 경찰에게 체포돼 5년형을 선고받아 복역했고, 2008년 9월 조기 석방되어 귀국했다.
2024년 9월 19일 오후 6시 45분 오랜 투병 끝에 순천향대병원 중환자실에서 세상을 떠났다.

## 학력
- 1948년 서울교동초등학교 졸업
- 1951년 배재중학교 졸업
- 1952년 배재고등학교 졸업
- 1959년 조지타운 대학교 행정학과 학사

## 같이 보기
- 코리아게이트